# Al Bidda

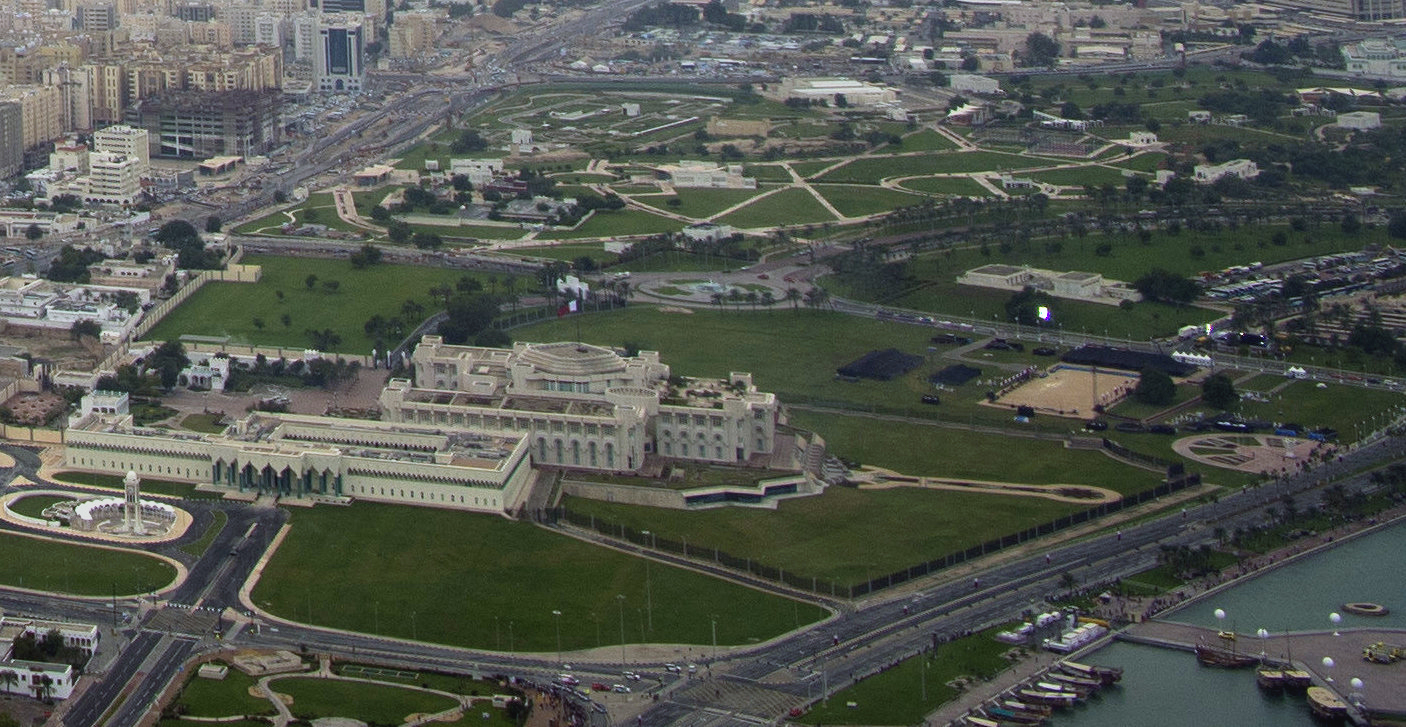

Al Bidda ( em árabe: البدع   ) é um bairro de Doha, Qatar . Anteriormente, era a maior cidade do Catar no século 19, antes de Doha, uma ramificação de Al Bidda, crescer em destaque. Al Bidda foi incorporado como distrito no município de Doha no final do século XX.
O Amiri Diwan do Qatar (Escritório Presidencial) está sediado em Al Bidda desde 1915, depois de ser convertido de um forte otomano abandonado.

## Etimologia
Bidda é derivado da palavra árabe badaa, que significa "inventar". Quando a área anteriormente desabitada foi povoada, um assentamento foi essencialmente inventado, dando-lhe o nome.

## História

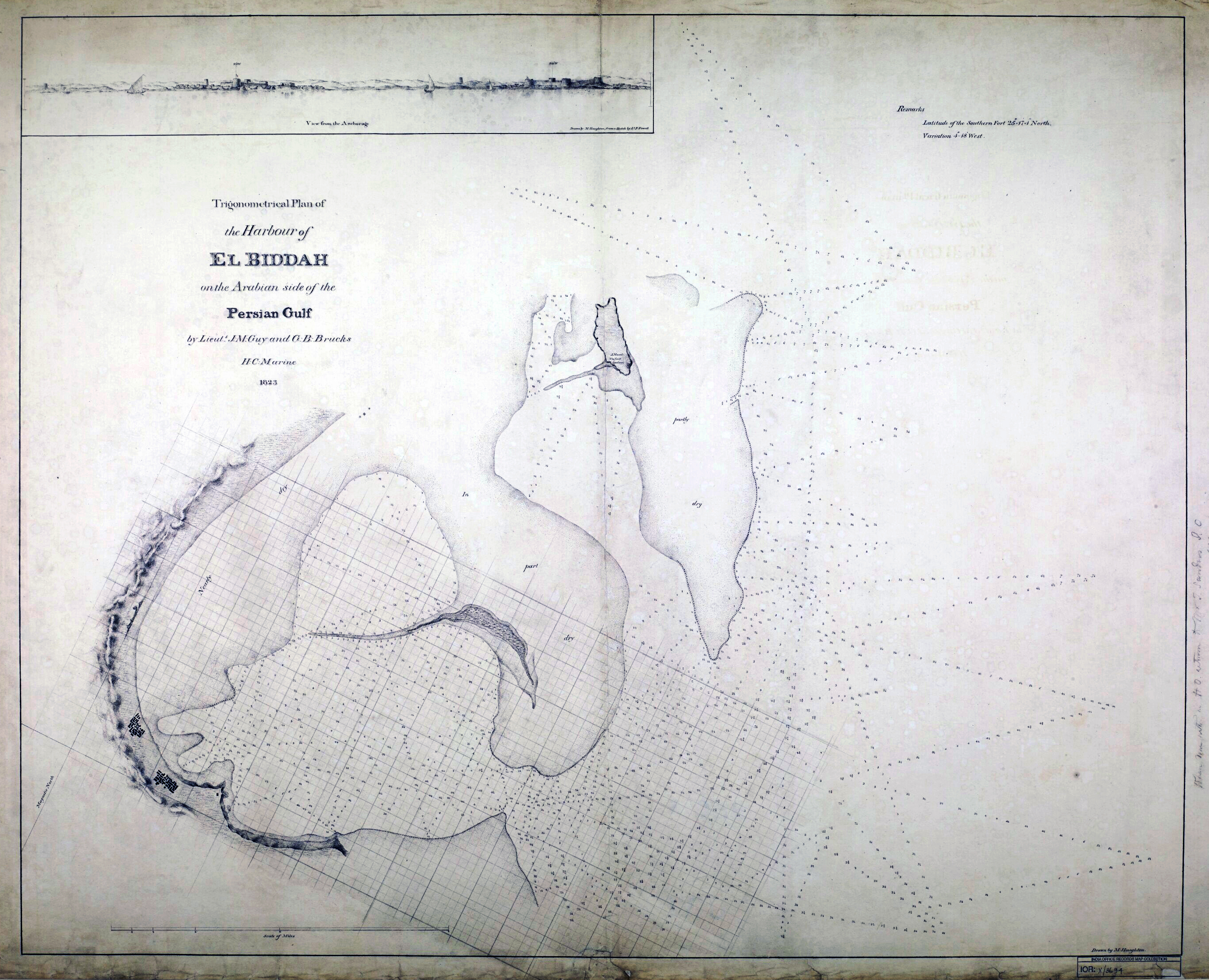
'Plano trigonométrico do porto de El Biddah no lado árabe do Golfo Pérsico', 1823.

A primeira menção documentada de Al Bidda foi feita em 1681, pelo Convento Carmelita, em um relato que narra vários assentamentos no Catar. No registro, o governante e um forte nos limites de Al Bidda são aludidos.

### século 19
Al Bidda tornou-se a cidade mais importante do país após o declínio de Zubarah no início do século XIX. Doha, a capital atual, desenvolveu-se a partir de Al Bidda. David Seaton, um político britânico residente em Mascate, detalhou um dos primeiros relatos ingleses de Al Bidda em 1801:
Em janeiro de 1823, o residente político John MacLeod visitou Al Bidda para se encontrar com o governante e fundador inicial de Doha, Buhur bin Jubrun, que também era o chefe da tribo Al-Buainain . MacLeod observou que Al Bidda era o único porto comercial substancial na península durante esse período. Após a fundação de Doha, os registros escritos muitas vezes confundiam Al Bidda e Doha devido à proximidade extremamente próxima dos dois assentamentos. Mais tarde naquele ano, o tenente Guy e o tenente Brucks mapearam e escreveram uma descrição dos dois assentamentos. Apesar de serem mapeados como duas entidades separadas, eles foram referidos sob o nome coletivo de Al Bidda na descrição escrita.

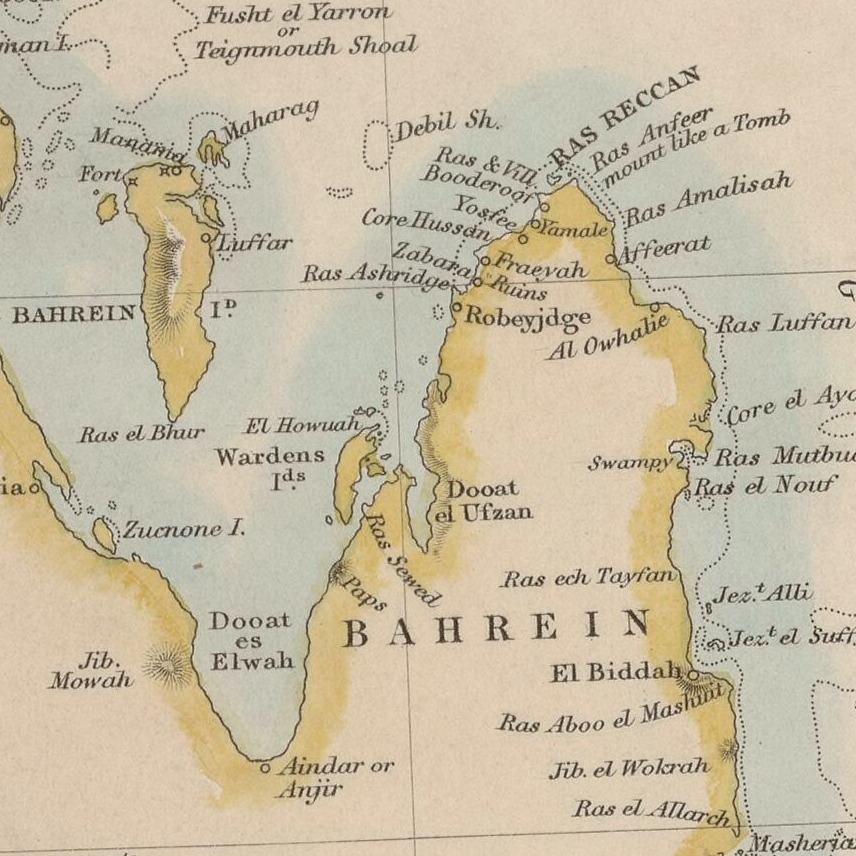
Um mapa de 1849 do Bahrein e atual Qatar que retrata Al Bidda.

Em 1847, Al Bidda foi demolida pelo xeque do Bahrein e seus habitantes foram removidos para o Bahrein. O xeque também colocou um bloqueio econômico sobre a cidade em 1852. Em 1867, um grande número de navios e tropas foram enviados do Bahrein para punir o povo de Al Wakrah e Al Bidda. Abu Dhabi se juntou em nome do Bahrein devido à concepção de que Al Wakrah servia de refúgio para fugitivos de Omã. Mais tarde naquele ano, as forças combinadas saquearam as duas cidades do Catar acima mencionadas com 2.000 homens no que viria a ser conhecido como a Guerra Catar-Bahrein . Um registro britânico afirmou mais tarde "que as cidades de Doha e Wakrah foram, no final de 1867, temporariamente apagadas da existência, as casas sendo desmanteladas e os habitantes deportados" .

### século 20
No Gazetteer of the Persian Gulf de JG Lorimer, publicado pela primeira vez em 1908, ele descreve Al Bidda como uma grande cidade que é um porto natural devido aos seus recifes, mas afirma que navios com mais de 15 pés de calado não podem passar. A terra é descrita como um deserto pedregoso que fica a 40 ou 50 pés acima do nível do mar. A maioria de seus habitantes, que diziam estar envolvidos na pesca de pérolas, era composta por tribos do Catar, como os Al-Soudan, lojistas do Bahrein e imigrantes de Al-Hasa .

## Geografia
Al Bidda faz fronteira com os seguintes distritos: 
- Mushayrib ao sul, separado por Al Rayyan Road.
- Al Jasrah a leste, separada pela rua Mohammed Bin Jassim.
- Rumeilah (Zona 12) a noroeste, separada pela Rua Rumeilah, e Rumeilah (Zona 21) a oeste pela Rua Onaiza.

## Pontos de referência

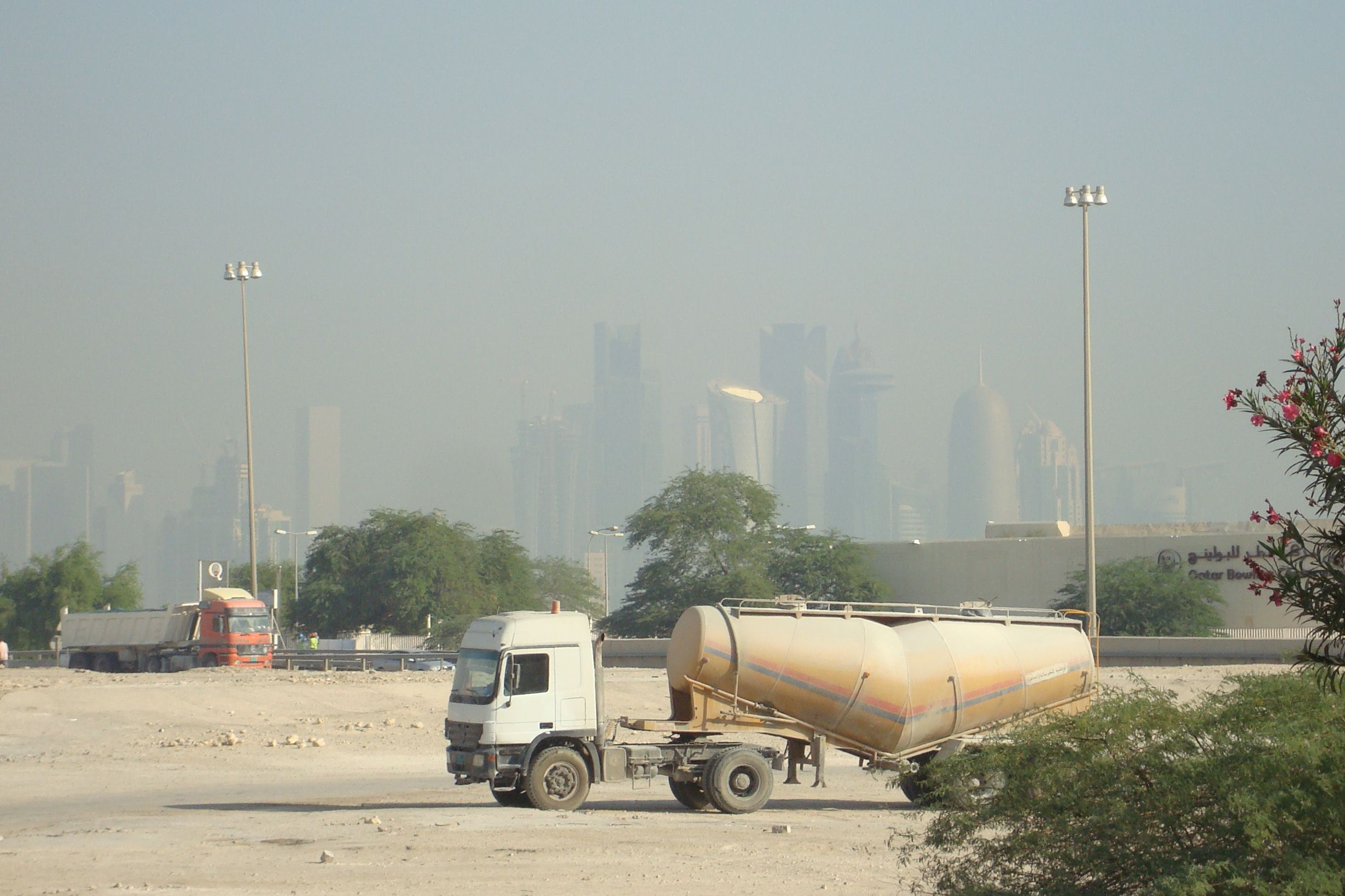
Centro de Bowling do Qatar, vista de longe

- Mesquita Al Sheukh na Rua Al Qasr.[3]
- Torre Histórica Al Bidda na Rua Umm Al Dome.[3]
- Al Bidda Fort em Jebel Soudan.[15]
- Al Bidda West Park na Al Rayyan Road.[3]
- Qatar Bowling Center (sob os auspícios do Comitê Olímpico do Qatar ) na Rua Al Qurtubi.[3]
- Amiri Diwan na Rua Al Corniche.[3]
- Torre do Relógio Al Bidda na Rua Al Corniche.[3]
- O Parque Al Bidda (anteriormente conhecido como Parque Rumaila) está parcialmente localizado em Rumeilah na Rua Al Corniche e é dividido em duas partes pela Rua Rumeilah.[3]

## Desenvolvimento
A Torre Al Bidda, um edifício de 215 metros de altura, está sendo construída no distrito. Está previsto para acomodar 43 andares e terá uma área locável líquida agregada de 41.500 m². A parede cortina apresenta um design de redemoinho. As instalações incluirão espaço comercial, centros de negócios, galerias de arte, restaurantes e um health club.

## Transporte
As principais estradas que atravessam o distrito são Qalat Al Askar Street, Jassim Bin Mohammed Street, Corniche Street e Al Rayyan Road.
A estação subterrânea Al Bidda atualmente serve como uma estação de intercâmbio entre a Linha Vermelha e a Linha Verde do Metrô de Doha . Como parte da Fase 1 do metrô, a estação foi inaugurada em 10 de dezembro de 2019, juntamente com todas as outras estações da Linha Verde. Ele está localizado no Al Bidda Park na Al Rayyan Road. A estação é uma das estações mais importantes do Metrô de Doha, pois fornece conectividade entre duas das três linhas existentes do Metrô de Doha.
Entre as instalações da estação estão uma máquina de autoatendimento Ooredoo, uma sala de oração e banheiros. Os pontos de interesse próximos a uma curta distância incluem o Al Bidda Park e o Qatar Bowling Centre. Não há metrolinks para a estação.

## Demografia

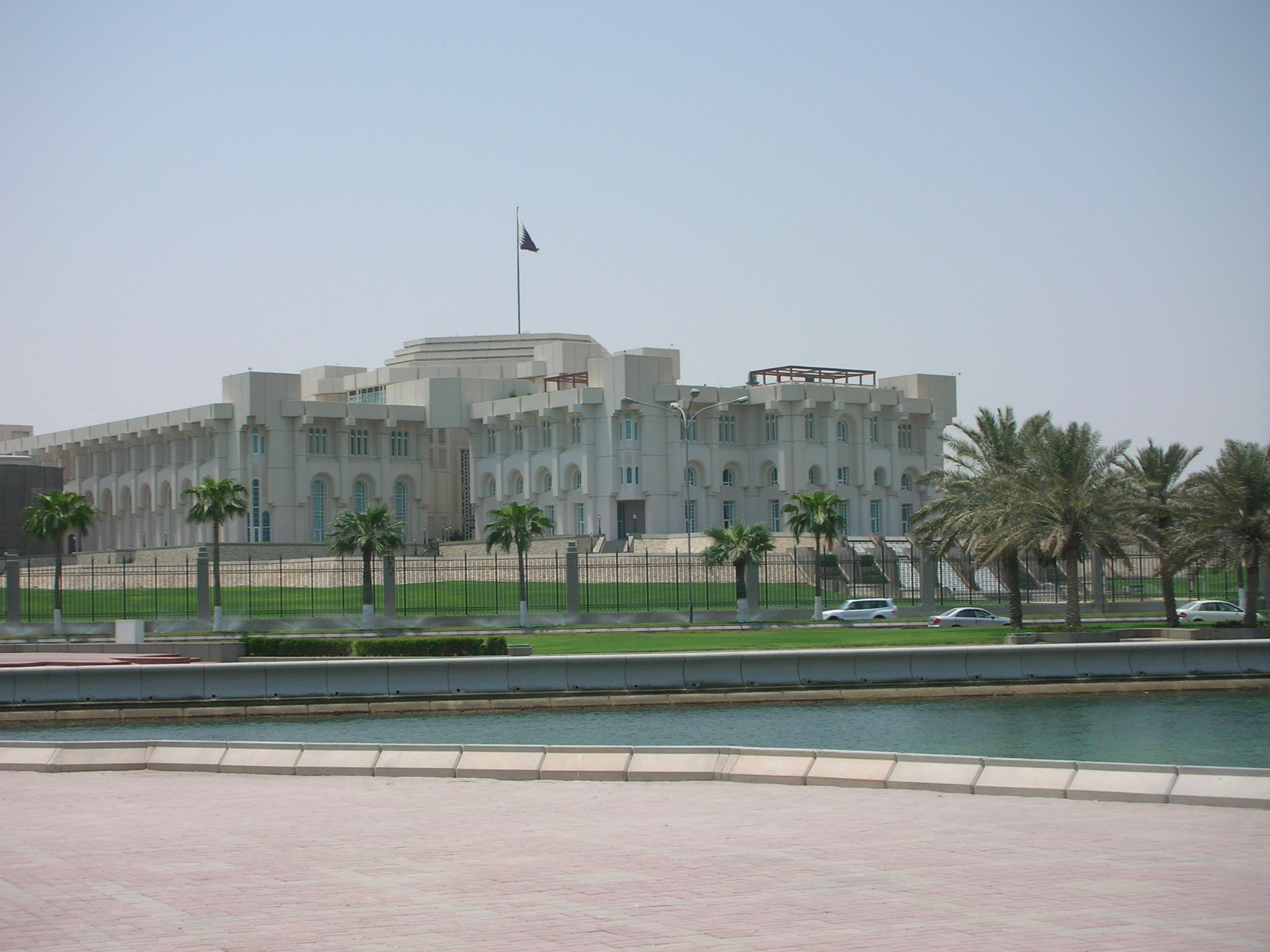
Vista do Amiri Diwan em Al Bidda

No censo de 2010, o assentamento era composto por 91 unidades habitacionais e 6 estabelecimentos. Moravam no assentamento 1.102 pessoas, sendo 98% do sexo masculino e 2% do sexo feminino. Dos 1.102 habitantes, 99% tinham 20 anos ou mais e 1% tinham menos de 20 anos.
As pessoas ocupadas compunham 99% da população. As mulheres representavam 1% da população activa, enquanto os homens representavam 99% da população activa.
| Ano  | População |
| ---- | --------- |
| 1986 | 4.436     |
| 1997 | 3.558     |
| 2004 | 1.379     |
| 2010 | 1.102     |